# JPツーウェイコンタクト
JPツーウェイコンタクト株式会社（じぇーぴーつーうぇいこんたくと）は、コンタクトセンターを中心としたBPOサービスを提供する会社である。本社を大阪府大阪市西区に置く。
日本郵政コーポレートサービスの子会社。

## 事業内容
日本郵政グループ各社（日本郵政・日本郵便・ゆうちょ銀行・かんぽ生命）のコールセンター業務を主に行っている。

## 沿革
- 1987年（昭和62年）1月 - ツーウェイシステムを創業。通信販売会社の受注業務を受託。大阪市住吉区にオペレーションセンターを開設。
- 1988年（昭和63年）4月 - 法人登記を株式会社に変更。
- 1996年（平成8年）6月 - 本社所在地を大阪市西区江戸堀に移転。24時間体制のオペレーションセンターを開設。
- 2000年（平成12年）6月 - 大阪市西区・江戸堀センタービルにCRMコンタクトセンターを開設。
- 2002年（平成14年）
  - 10月 - 資本金を1億8,250万円に増資。
  - 11月 - 鳥取県および鳥取市との間で鳥取コールセンター開設協定書に調印。
- 2003年（平成15年）6月 - 鳥取県鳥取市にコールセンターを開設。実験操業を開始。
- 2004年（平成16年）
  - 1月 - プライバシーマーク認証取得。
  - 4月 - 鳥取プロスペリティセンターを開設。本操業を開始。
- 2006年（平成18年）10月 - 本社を江戸堀センタービルに移転。
- 2008年（平成20年）1月 - 東京都中央区にCRM東京コンタクトセンターを開設。
- 2009年（平成21年）10月 - 福岡市にCRM福岡コンタクトセンター(天神) を開設。
- 2010年（平成22年）
  - 6月 - ジェーシービーと資本業務提携。
  - 12月 - JCB福岡コンタクトセンターを開設。
- 2012年（平成24年）3月 - JCB福岡コンタクトセンターにてISO27001認証取得。
- 2013年（平成25年）12月 - CRM福岡コンタクトセンターにてISO27001認証取得
- 2014年（平成26年）5月 - CRM東京コンタクトセンター・東京本部をツカモトビルに移転
- 2015年（平成27年）5月 - 日本郵政グループ傘下となる。社名をJPツーウェイコンタクト株式会社へ変更。
- 2016年（平成28年）8月 - CRM東京コンタクトセンター・東京本部を富沢町グリーンビルに移転
- 2019年（令和元年）10月 - 札幌市中央区に札幌コンタクトセンターを開設（日本郵政グループ札幌ビル、北農ビル）。東京オフィスをタキトミビルへ移転。
- 2024年（令和6年）4月 - 福岡市博多区にCRM福岡コンタクトセンター(博多)を開設。

## 拠点
- 大阪本社 - 大阪市西区江戸堀2丁目1番1号　江戸堀センタービル7階
- 東京本社 - 東京都中央区日本橋大伝馬町10番8号　 タキトミビル6階
- CRM大阪コンタクトセンター - 大阪市西区江戸堀2丁目1番1号　江戸堀センタービル6階・10階
- CRM東京コンタクトセンター - 東京都中央区日本橋富沢町9-8　富沢町グリーンビル3階
- CRM福岡コンタクトセンター(天神) - 福岡市中央区渡辺通5丁目13番11号　天神渡辺通ビルディング5～7階・9～10階
- CRM福岡コンタクトセンター(博多) - 福岡市博多区博多駅前1丁目2番5号　紙与ビル5階
- JCB福岡コンタクトセンター - 福岡市中央区渡辺通5丁目13番11号　天神渡辺通ビルディング 5階・6階・7階・9階
- 鳥取プロスペリティセンター - 鳥取市若葉台南5丁目17番1号
- CRM札幌コンタクトセンター（日本郵政グループ札幌ビル） - 札幌市中央区北2条西4丁目3番地　日本郵政グループ札幌ビル
- CRM札幌コンタクトセンター（北農ビル） - 札幌市中央区北4条西1丁目1番地　北農ビル8階